# Brisinga cricophora
Brisinga cricophora är en sjöstjärneart som beskrevs av Percy Sladen 1889. Brisinga cricophora ingår i släktet Brisinga och familjen Brisingidae. Inga underarter finns listade i Catalogue of Life.